# Vaucogne
Vaucogne je francouzská obec v departementu Aube v regionu Grand Est. Žije zde 71 obyvatel.

## Geografie

### Sousední obce
| Růžice kompasu | Isle-Aubigny |                  | Dampierre | Růžice kompasu |
| Růžice kompasu | Ramerupt     | Sever            |           | Růžice kompasu |
| Růžice kompasu | Ramerupt     | Vaucogne         |           | Růžice kompasu |
| Růžice kompasu | Ramerupt     | Jih              |           | Růžice kompasu |
| Růžice kompasu | Morembert    | Dommartin-le-Coq | Jasseines | Růžice kompasu |